# Muğla (district)
Muğla is een Turks district in de provincie Muğla en telt 94.207 inwoners (2007). Het district heeft een oppervlakte van 1.660,55 km². Hoofdplaats is Muğla.
De bevolkingsontwikkeling van het district is weergegeven in onderstaande tabel.
| 1997   | 2000   | 2007   |
| ------ | ------ | ------ |
| 77.578 | 83.511 | 94.207 |

## Plaatsen in het district
Akçaova | Akkaya • Akyer • Algı • Avcılar • Bağyaka • Bozyer • Çakmak • Çamoluk • Çaybükü • Çırpı • Çiftlikköy • Dağdibi • Dağpınar • Denizova • Derinkuyu • Doğan • Dokuzçam • Esençay • Fadıl • Gazeller • Göktepe • Gülağzı • Günlüce • İkizce • Kıran • Kozağaç • Kötekli • Kuyucak • Kuzluk • Meke • Muratlar • Ortaköy • Özlüce • Paşapınar • Salihpaşalar • Sarnıçköy • Sungur • Şenyayla • Taşlı • Tınas • Yaraş • Yemişendere • Yenibağyaka • Yenice • Yeniköy • Yörükoğlu • Zeytin
Bodrum · Dalaman · Datça · Fethiye · Kavaklıdere · Köyceğiz · Marmaris · Milas · Muğla · Ortaca · Ula · Yatağan